# Арар, Махер
Ма́хер Ара́р (араб. ماهر عرار‎, р. 1970) — канадский инженер, родившийся в Сирии. Он женат на Монии Мазиг и имеет двоих детей.
Он стал известен в Канаде в связи с его изгнанием из страны и тюремным заключением в Сирии с сентября 2002 по 2003 год, что привело к проведению расследования на предмет превышения полномочий канадскими руководителями.

## Факты
26 сентября 2002 в Нью-Йоркском аэропорту, когда он возвращался в Канаду из отпуска в Тунисе, американские власти  арестовали его и затем выслали в Сирию согласно процедуре экстрадиции (extraordinary rendition), несмотря на его канадское гражданство. Это выдворение породило много вопросов, так как Махер Арар путешествовал с канадским паспортом, а канадское правительство, возможно, умышленно игнорировало этот факт. К тому же, Сирия признаётся страной, где применяются пытки.
Арар был заключён в тюрьме в Сирии без какого бы то ни было обвинения более одного года. Он утверждал впоследствии, что во время заключения его неоднократно пытали и заставляли подписать ложные признания. 5 октября 2003 он был освобождён, после того как сирийское правительство признало, что против него не было никаких доказательств.
События, связанные с депортацией Махера Арара, стали предметом расследования в Канаде, результаты которого были опубликованы 18 сентября 2006. Канадское правительство признало свою смешанную вину и в январе 2007 перечислило Арару 10,5 миллиона долларов компенсации.
2 ноября 2009 иск Арара в U.S. Court of Appeals for the Second Circuit в Нью-Йорке к членам тогдашнего правительства (в т. ч. на Джона Эшкрофта) был отклонён из-за использования администрацией привилегии государственной тайны.